# Kinyeti
Kinyeti – najwyższy szczyt Sudanu Południowego, w paśmie Imatong, niedaleko granicy z Ugandą. Jego wysokość wynosi 3187 metrów n.p.m.

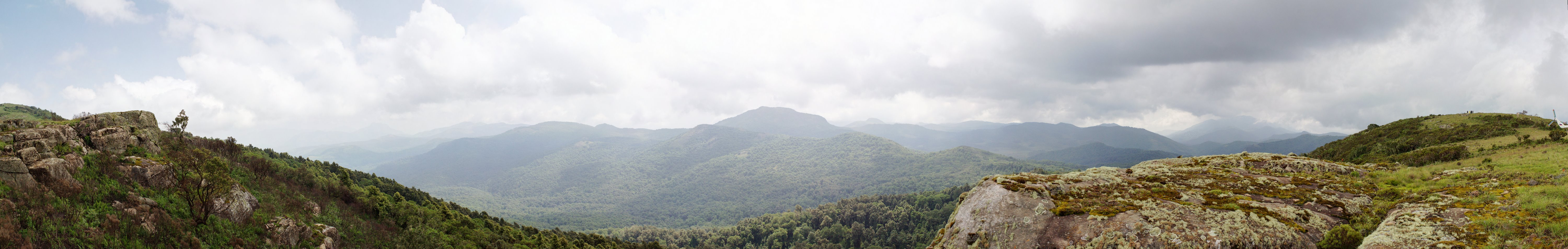
Panorama ze szczytu Kinyeti